# Andrieskerk (Amerongen)
De Andrieskerk (voorheen Sint-Andrieskerk) is een laat-gotische kerk in Amerongen, in de Nederlandse provincie provincie.

## Bouw
Aan het einde van de dertiende eeuw begon men met de bouw van een uit tufsteen opgetrokken zaalkerkje. Aan de noordzijde was een aanbouw die dienst deed als sacristie. De toren bestond eveneens uit tufsteen.
Na 1450 werd de romaanse kerk in laat-gotische stijl met baksteen vergroot tot een pseudobasiliek met twee zijbeuken, gedekt door een houten tongewelf. De vijfenvijftig meter hoge toren werd in 1527 gebouwd, in een stijl die was geïnspireerd door de Utrechtse Domtoren. Een vrijwel identieke toren is gebouwd in Eemnes-Buiten. 
In de zeventiende eeuw werd aan de zuidzijde nog een kapel aangebouwd.

## Interieur
In de kerk bevindt zich een rouwbord ter nagedachtenis aan Frederik Christiaan van Reede (1668-1719), gouverneur van de stad Sluis in Staats-Vlaanderen.
Sinds 1862 heeft de kerk een orgel dat werd gebouwd door de firma Bätz-Witte. Het verkeert nog vrijwel in oorspronkelijke staat. 

## Restauraties
In 1884 begon een grote restauratie, waarbij het houten tongewelf van het middenschip veranderd werd: er kwam een kruisribgewelf dat bepleisterd werd. De preekstoel kreeg een andere plaats en voor graaf Van Aldenburg Bentinck, die sinds 1879 op Kasteel Amerongen woonde, werd een speciale loge gebouwd.
In 2018 werd het interieur van de kerk ingrijpend gewijzigd, zodat het gebouw ook voor andere activiteiten dan erediensten gebruikt kon worden. De kerkbanken werden vervangen door stoelen. Een interne verbouwing uit 1990 werd grotendeels ongedaan gemaakt en er kwam een hogere en bredere ingang vanuit de toren. 

## Eigendom en gebruik
De kerk is eigendom van de Protestantse Gemeente Amerongen-Overberg. De toren is, zoals gebruikelijk sinds de Franse tijd, eigendom van de burgerlijke gemeente.  
Naast de kerk staat een herenhuis dat als pastorie wordt gebruikt. Voor de kerk staat een oude waterpomp en de Wilhelminaboom die in 1898 ter ere van de troonsbestijging van koningin Wilhelmina is geplant. 